# Láng Biển
Láng Biển là một xã thuộc huyện Tháp Mười, tỉnh Đồng Tháp, Việt Nam.
Xã Láng Biển có diện tích 25,38 km², dân số năm 1999 là 4.204 người, mật độ dân số đạt 166 người/km².

## Ảnh

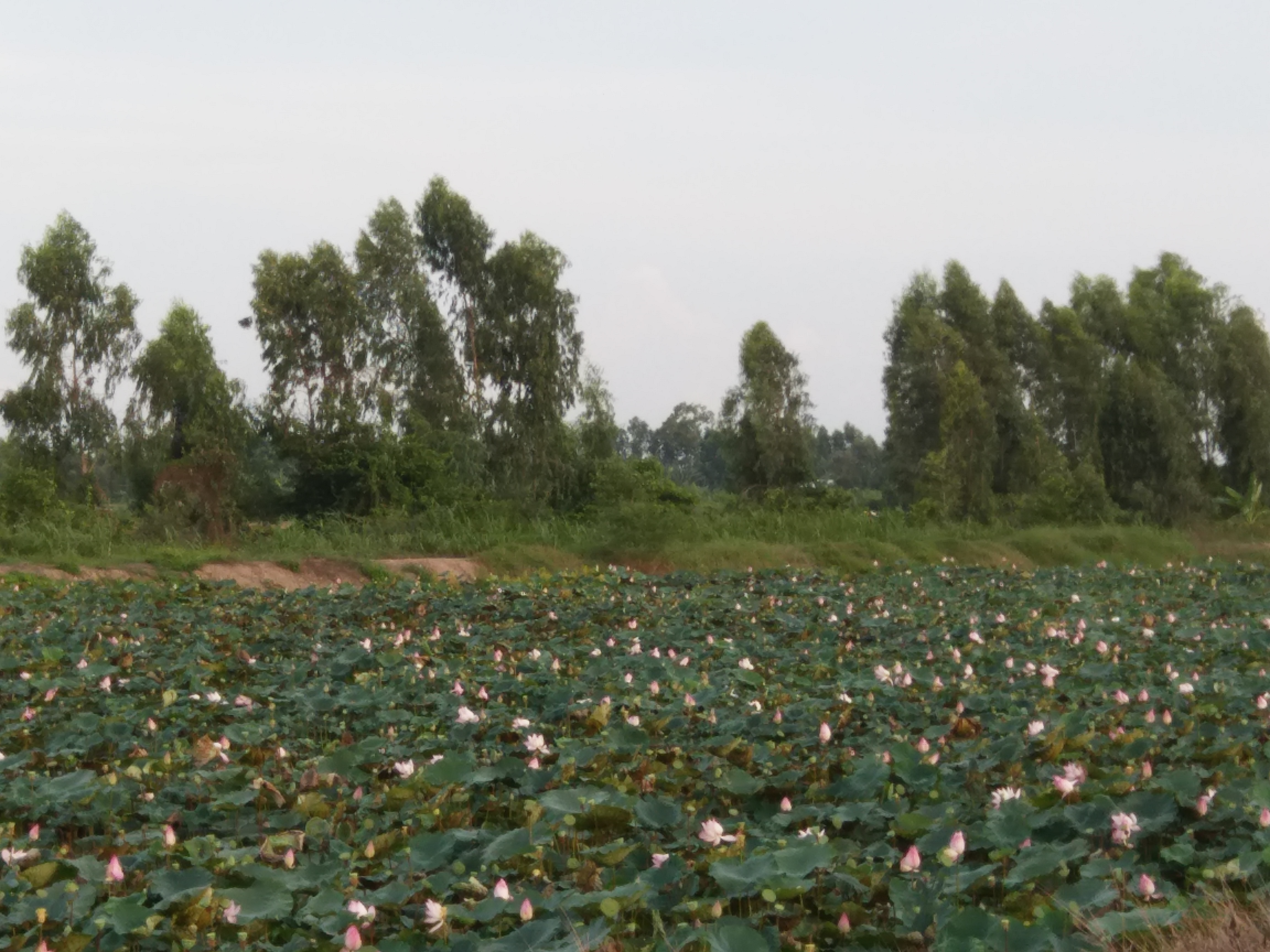
Một cánh đồng sen trong xã.